# Халиков, Ислам Рахимович
Ислам Рахимович Халиков (1918—1944) — участник Великой Отечественной войны, Герой Советского Союза, старший сержант, командир орудия отдельного истребительно-противотанкового дивизиона 83-й ОБРМП.

## Биография
Родился 15 ноября 1918 года в селе Старое Шугурово ныне Лениногорского района Татарстана в семье крестьянина. По национальности татарин.
В 1935—1938 годах работал счетоводом и был секретарём комитета комсомола Шугуровского битумного завода и членом райкома ВЛКСМ. В 1939 году Шугуровским РВК призван в Красную Армию. В Великой Отечественной войне с первого дня.
22 июня 1941 года, не успев завершить срочную военную службу, вступил в бой с войсками гитлеровской Германии, вероломно напавшей на СССР, на территории Украины. Вместе с боевыми товарищами-артиллеристами отступал, изматывая силы численно и технически превосходящего противника. А затем, когда чаша весов склонилась в пользу советских войск, принимал участие в наступательных операциях. В боях за Новороссийск награждён медалью «За отвагу». Освобождал Керчь, Ялту, Севастополь. Командуя орудийным расчётом, уничтожил в боях множество солдат противника и его огневых точек.
Особенно ярко проявилось мужество и находчивость старшего сержанта Ислама Халикова в боях в районе Днестровского лимана. Его расчёт раньше других форсировал его, двинулся наперерез колонне отступавших немцев. 29 августа 1944 года в бою под Плахтеевкой под его командованием орудие било по врагу без промаха. После каждого выстрела загорались то машины, то повозки вместе с фрицами. Но силы были неравными. И фашисты, осмелев, попытались захватить смельчаков и их орудие с машиной, которая, вскоре загорелась. Бойцы начали стаскивать с неё ящики с снарядами. Халиков, истекая кровью, вёл огонь из орудия, а когда кончились снаряды, отстреливал врага из автомата. В этом бою он уничтожил до 120 немецко-румынских солдат и офицеров, две пушки, три автомашины, 19 повозок с боеприпасами и грузом. И сам сгорел с двумя товарищами вместе с боевой машиной и орудием. Похоронены они были на месте гибели. А через пятнадцать лет их прах перенесли в райцентр посёлок Сарата Одесской области.

## Награды
- Указом Президиума Верховного Совета СССР от 24 марта 1945 года Халикову Исламу Рахимовичу посмертно присвоено звание Героя Советского Союза.
- Удостоен орденов Отечественной войны II степени, Красной Звезды, медали «За отвагу».

## Память
- В Старошугуровской средней школе Лениногорского района, где учился И. Р. Халиков, создан музей героя.
- На Шугуровском битумном заводе, где до армии работал Герой, была установлена мемориальная доска.
- Одна из улиц посёлка Сарата Одесской области носит имя героя.
- Одна из улиц города Лениногорска Республики Татарстан носит имя Героя Халикова.
- Обелиск на Аллее Героев в городе Лениногорск.